# Projet Saato
Projet Saato, créé en 2014, est une association loi de 1901 soutenant de nombreux projets créatifs autour de l’art urbain tels que des festivals, des réalisations de fresques et expositions pour le compte de collectivités et d’entreprises.
Son activité première repose sur une philosophie : le partage et la découverte de l’art urbain entre des artistes reconnus, ou émergents, et des publics amateurs de cet art.
Projet Saato est lié à la galeries d'art Street Art Addict qui réalise des reproductions d'art des artistes engagés sur les différents projets menés par Projet Saato.
Depuis 2021 Projet Saato est devenu We Are So Art Addict | WASAA.

## Événements et projets notables
- Projet Saato et la galerie d'art Street Art Addict sont co-organisateurs de l'Underground Effect dans la cadre du festival Urban Week de Paris - La Défense où artistes français internationaux se donnent rendez-vous pour créer des fresques en live[4],[5],[6],[7].
- Confinement, le premier festival urbain confiné organisé à l'occasion du premier confinement lié à la pandémie de Covid-19 en France réunissant 207 artistes dont Jo Di Bona ou encore Charlelie Couture, afin de collecter des fonds pour l’Assistance publique - Hôpitaux de Paris[8],[9],[10],[11].
- Medousa, installation monumentale créée par l'artiste Retro, est une méduse rose fluo de 25 mètres de long installée la première fois à la piscine Molitor[12],[13].